# Джани Скики де Кавалканти
Джàни Скѝки де Кавалкàнти (на италиански: Gianni Schicchi de' Cavalcanti; † пр. февруари 1280) е италиански средновековен рицар от рода Кавалканти, флорентинска историческа фигура от XIII век, споменат от Данте Алигиери сред героите на „Ад“.

## Биография и образ
Той е бил рицар и няма много историческа информация за фигурата му. Като се започне от споменаването на Данте, следващите коментатори описват негова биография, която до голяма степен следва пасажа в „Ад“ (Песен XXX, ст. 32 – 33 и 42 – 45)ː
| „                          | И Грифолино д'Арецо, който остана, треперейки, ми каза: „Онзи луд е Джани Скики и, изпълен с ярост, той подбужда така другите прокълнати. „О!“, му казах аз, „Нека другият [прокълнат] не успее да си забие зъбите в теб: нямай нищо против да ми кажеш кой е, преди да избяга оттук“. А той към мен: „Това е древната душа на нечестивата Мира, която стана приятелка на баща си противно на праведната любов. Тя успя да съгреши така с него, представяйки се за друг човек, както другият, който си тръгва [Джани Скики], успя , за за да получи кралицата [кобилата] на стадото, да се представи за Буозо Донати, фалшифицирайки и легализирайки завещанието му“. | “ |
| „Ад“, Песен XXX, ст. 31-45 | |   |

В ямата на фалшификаторите той е осъден за „фалшифициране на личността“, тоест за това, че е измамил другите, заемайки мястото на Буозо Донати Стария. Историята, разказана нашироко от коментаторите, макар и с някои разлики, но по същество една и съща, е че Скики е бил известен с това, че имитирал хора. Когато много богатият и бездетен вдовец Буозо умрял, той, по молба на своя приятел Симоне Донати – племенник на Буозо, се шмугнал в постелята на починалия малко след смъртта му и се е обадил на нотариус, за да продиктува завещание в полза на Симоне, което незабавно било ратифицирано. Изглежда, че на себе си накарал да завещаят само една кобила (спомената от Данте), което е индикация за шеговития и романен характер на събитието.
Започвайки от тази история и с определено по-леки и по-приятни стилистични характеристики, Джакомо Пучини композира комичната опера „Джани Скики“, изпълнена през 1918 г. Друга известна театрална творба е комедията „Джани Скики“ от Джилдо Пасини, която дебютира успешно в Милано през 1922 г. в Театър „Олимпия“, поставена от компанията „Тали-Мелато-Бетроне“.